# 11 Pułk Piechoty Honwedu
11 Pułk Piechoty Honwedu (HonvIR 11, HIR.11) – pułk piechoty królewsko-węgierskiej Obrony Krajowej.  
Pułk został utworzony w 1886 roku. Okręg uzupełnień – Mukaczewo (dawniej Munkacz, węg. Munkács, niem. Munkatsch).
Kolory pułkowe: szary (niem. schiefergrau), guziki złote. Skład narodowościowy w 1914 roku 42% – Węgrzy, 40% – Słowacy, 10% – Rusini. 
Komenda pułku oraz I i II batalion stacjonowały w Mukaczewie, natomiast III batalion w Użhorodzie.
W 1914 roku wszystkie bataliony walczyły na froncie galicyjskim. Bataliony wchodziły w skład 77 Brygady Piechoty Honwedu należącej do 39 Dywizji Piechoty Honwedu, a ta z kolei do VI Korpusu 4 Armii.
W 1915 roku w czasie bitwy pod Gorlicami żołnierze pułku walczyli w okolicach Biecza. Na cmentarzu wojennym nr 30 w Święcanach pochowanych jest co najmniej kilkunastu z nich.

## Dowódcy pułku
- płk Rudolf Pillepic von Lippahora (1914[4])